# Stary Młyn (Rogów)
Stary Młyn – część wsi Rogów w Polsce położona w województwie świętokrzyskim, w powiecie koneckim, w gminie Końskie.